# مری هال
مری هال (انگلیسی: Marie Hall؛ ۸ آوریل ۱۸۸۴ – ۱۱ نوامبر ۱۹۵۶) یک موسیقی‌دان و نوازندهٔ ویولن اهل بریتانیا بود.
نخستین آموزگار او، پدرش بود که خود، نوازندهٔ چنگ بود. سپس آموختن موسیقی را نزد ادوارد الگار، آگوست ویلهلمی و «ماکس موسِل» ادامه داد و بعد با توصیهٔ یان کوبلیک، به نزدِ اتاکار شفچیک در پراگ شتافت تا تکنیک‌های نوازندگی ویولن را نزد او تکمیل کند.